# Шарівка (Сватівський район)
Ша́рівка — село в Україні, у Лозно-Олександрівській селищній громаді Сватівського району Луганської області. Розташоване на річці Айдар. Орган місцевого самоврядування — Шарівська сільська рада. Сільській раді підпорядковане село Лозне. Площа села 526 га.

## Географія
На південно-східній околиці села у річку Айдар впадає річка Сріблянка.

## Історія
Російський уряд на початку XVIII століття дозволив козаку Матвію Федоровичу разом з іншими 700 українським козацькими родинами переселитись на ці землі. Заселення цих земель наприкінці XVII — початку XVIII століть відбувалося за участі Острозького та Ізюмського полків. Хутір Шарів засновано наприкінці XVII століття козаком одноосібником Шарим поблизу хутора Танюшівка, згадка датується 1780 роком. Люди приходили й самочинно в цей край на промисли: займалися рибальством, полюванням, бджільництвом. Стосунки українських «уходників» і царської сторожової служби були не безхмарними. Нові хвиля повстань в Україні і їх поразки змушували козаків і селян шукати свого притулку на Слобідській Україні. Ратні люди з Валуйської фортеці оселялись на хуторі Шарів та Лознянський. У першій половині XVIII століття процесові заселення краю сприяла активна колонізація Дикого поля з боку царського уряду, царським вельможам Куракіним, Голіциним, Шереметьєвим були подаровані ці землі для освоєння. В середині XVIII століття кошовому писареві Острозького полку із Закотного належали хутори Писарівка (нині Новопсковського району), Писарське (Лозно-Олександрівка), Шарів (Шарівка) і Лознянський (Лозне). Дослідник історії Слобожанщини Д. І. Багалій пише, що «У панських слободах піддані мали доволі землі. Мешканці слобод жили не дуже заможно, а хуторяни навпаки — багато. Заможніші з них утримували від. 15 до 25 волів, по 10 корів, по 200 овець».
Олексій Борисович Куракін 10 червня 1816 року продав слободу Танюшівка з хутором Шарівка і Лознянський, з лісами і угіддями, з млином на річці Айдар, з усіма будівлями і вівчарним заводом, а також з 1512 душами селян за 500 тис. карбованців старобільським поміщикам: майору Максиму Павловичу і ротмістру Івану Павловичу Підколзіним. У 1820 році відбулися заворушення селян у Шарівці, на хуторі Познанському, в Олександрівці та Олександрополі. Кріпаки нападали на маєтки панів, підпалювали будівлі, скирти з хлібом і кормами.
У роки Першої світової війни погіршилося становище селян: чоловіки були мобілізовані до армії, скоротилися посівні площі, зменшилося поголів'я худоби, зросли податки і збори. Рада селищних депутатів була утворена у листопаді 1917 року (голова Іван Вінченко). Навесні 1918 року під керівництвом Ради були конфісковані й розподілені між шарівськими селянами 2385 десятин землі поміщиків. Наприкінці літа — на початку осені 1918 року Запорізький корпус Армії УНР, який на цей час став окремою запорозькою дивізією, вів бої з більшовиками та денікінцями. Після боїв забитих в бою гайдамаків ховали за козацьким звичаєм, насипаючи шапками могили. Такі невеликі пагорби і понині збереглися на узвишшях. Восени 1918 року Заїка Олексій Петрович та Погребняк Іван Костянтинович створили ревком. Восени 1920 року в село навідувались із Воронезької губернії загони Варави і Колесникова Івана Сергійовича, що боролись із радянськими продзагонами. У 1921 році частим гостем був загін українських анархістів «Чортова сотня» Волох-Вінника. Вони грабували продовольчі склади, магазини, знищували комуністичних активістів, документацію радянських органів. До села навідувалися бандити банда Зайцева із Валуйського повіту. Серед її жертв перший комісар Лозно-Олександрівського району, уродженець Розсипного Аніканов. Банда Марусі робила грабіжницькі набіги із Ровеньок.
Шарівка з 1923 року по 2 вересня 1930 року була підпорядкована Олександрівському району Старобільської округи Донецької губернії, потім Луганської округи Харківської губернії. У 1929 році створено 3 колгоспи, які у 1930 році об'єдналися в один «імені Сталіна» (голова Шарий І. Г.). Партійний осередок ВКП(б) у селі створений в 1933 році в складі 10 членів партії, комсомольська — в 1930 році. 2 вересня 1930 року Олександрівський район було ліквідовано і Шарівку приєднано до Білолуцького району Сталінської. З 17 листопада 1933 року село підпорядковувалося Лозно-Олександрівському району спочатку Сталінської, а з 1938 року Ворошиловградської області.
Суцільна колективізація, політика розкуркулювання та непосильні хлібозаготівлі призвели до Голодомору 1933 року. Під час Голодомору за архівними даними в селі загинуло 178 осіб. Урожайність хліба в 1932 році була в середньому 7,2 ц/га, проти 8,3 ц/га у 1931 році. Рятувало селян те, що село було на кордоні з Росією, де люди обмінювали свої речі на продукти харчування. На початку 1940-х на території села було два колгоспи: «імена Сталіна» і «імені Молотова».

Жителька села Піднебенна М. згадує: 
|  | Щасливими були ті, кому вдавалося непомітно побувати на колгоспних ланах. Тяжка праця і недоїдання підірвали моє здоров’я . На роботу ходити я вже не могла. Лежала пухла, лише все воду пила. Невідомо, якби я жила далі, коли б не навідався бригадир. Він дав шматочок хліба, а потім привіз вузлик зернових відходів, наказав все це сховати, щоб ми про його допомогу нікому не говорили... |

Жителька села Зінченко Ганна Артемівна згадує: 
|  | Чоловік був бригадиром, дуже жалів людей. Одного разу , доповівши керівництву, що колгоспний бик захворів на сказ, забив худобину і витягнув за село, де повинен був його спалити. Але насправді тварина була здоровою, і він таємно розділив м’ясо між односельцями. На щастя, про це ніхто з керівництва не довідався. |

Жителька села Погребняк Ганна Григорівна згадує: 
|  | А в сусідській сім’ї жінка зарізала свою найменшу дитину, щоб нагодувати старших. Врятувавши сім’ю, сама вона втратила розум. Смерті вже ніхто не боявся, а навпаки, просили Бога, щоб швидше закінчилися страждання. |

У боях під час Другої світової війни брали участь 166 жителів села, 115 з них загинули, 128 учасників боїв за проявлений героїзм нагороджені орденами і медалями Радянського Союзу. У липні 1942 року село було зайняте німецькими військами. Німецька військова комендатура розмістилася у місцевій школі. Командували в ній 3 німці і один поліцай із місцевих жителів. 22 січня 1943 року в село увійшли загони 350 стрілецької дивізії Радянської армії.
1950 року 3 колгоспи були об'єднані в один — «імені Леніна». Він об'єднав 282 двори, близько 400 працездатних осіб, 5510 га землі. Головою було обрано Лінника Я. Г. За рішенням Президії Верховної Ради УРСР від 11 серпня 1954 року Лознянська і Петрівська сільські ради були укрупнені і приєднані до Шарівської сільської ради. 23 вересня 1959 року за рішенням Президії Верховної Ради УРСР Лозно-Олександрівський район було розукрупнено і землі села приєднано до Білолуцького району. 1961 року Білолуцький район розформовано і землі села приєднано до Білокуракинського району. Колгосп «імені Леніна» перейменовано на «імені Ілліча».

## Населення
Населення становить 410 осіб, 200 дворів.
1885 року в слободі Шарівської волості Старобільського повіту Харківської губернії мешкало 1267 осіб, було 178 дворових господарств. Станом на 1920 рік населення села становило 984 особи. За переписом населення 1939 року в Шарівці нараховувалося 800 осіб, найбільше сільське поселення тодішнього Лозно-Олександрівського району. На середину XX століття в селі налічувалось 213 дворів, 683 мешканця.

## Вулиці
У селі існують вулиці: Лугова, Набережна, Новоселівка, Підгірна, Садова, Центральна.

## Економіка
За радянської влади у Шарівці розміщувалась центральна садиба колгоспу імені Ілліча, за яким було закріплено 4702 га сільськогосподарських угідь, з них 3509 га ріллі. Основний напрям господарства був м'ясо-молочним, вирощували зернові та технічні культури. Коштом колгоспу збудували нові тваринницькі приміщення. Колгосп декілька разів займав перші місця в соцзмаганнях, збирали 40 ц/га ранніх зернових. Утримувалося 1,7 тис. свиней, 1,9 тис. овець, 2 тис. корів. 1954 року після закінчення Луганського сільськогосподарського інституту прийшов працювати головним агрономом Пономаренко Микола Васильович. Працелюбний, порядний, бездоганної чесності, принциповості і відданості улюбленій справі спеціаліст. За врожайністю зернових колгосп займав перше місце в районі, інколи й в області. 1955 року директором колгоспу обрано Левченка Федора Федотовича. У 1979 році його замінив Попугаєв Віктор Тимофійович.

## Транспорт
Найбільш віддалений від районного центру населений пункт, село розташоване за 60 км від Білокуракиного, з яким пов'язано асфальтованою дорогою, і за 32 км від залізничної станції Солідарний на лінії Валуйки — Кіндрашівська-Нова. Регулярно курсує автобус за маршрутом Шарівка — Білокуракине та Шарівка — Станиця Луганська.

## Культура
За роки дев'ятої п'ятирічки (1971–1975) в селі побудовані клуб на 220 місць, контора правління колгоспу, 37 індивідуальних будинків колгоспників. У селі збудовані бібліотека, 1987 року фельдшерсько-акушерський пункт, дитячі ясла і дитсадок «Сонечко», майстерня з пошиття верхнього одягу, 4 магазини, відділення зв'язку, ощадна каса.
Село газифіковане 1993 року.

### Школа
На початку 1930-х років у Шарівці з'явилася перша школа, в якій було 4 класи. Згодом їх стало сім. Приміщення школи було невеликим, дітей було багато, навчали в дві зміни. Діти на уроках писали чорнилом із бузини на листочках кукурудзи перами. 1985 року збудована двоповерхова восьмирічна школа на 100 місць. 1990 року в Шарівській школі навчалось 126 учнів. 2010 року в школі навчається 77 учнів, викладає 17 вчителів. Станом на 2013 рік в Шарівській повній загальноосвітній школі навчається 39 учнів в 7 класах, кількість персоналу становить 14 чоловік, директор Головко Володимир Дмитрович.
Директори школи:
- 1931—1932 — Платонов Іван Степанович, вчитель фізики і математики.
- 1932—1941 — Грінькевич Гнат Іванович.
- 1941- — Котеленець Михайло Іванович, вчитель географії.
- 1944—1953 — Македонський Володимир Степанович, вчитель німецької мови.
- 1953—1958 — Йотка Василь Степанович.
- 1958—1974 — Косенко Микола Петрович.
- 1974—1985 — Пилипенко Алла Олексіївна.
- 1985—1989 — Заволодько Н. М.
- 1989 — Головко Володимир Дмитрович. (з 1991 року Шарівська ВШ була реорганізована в середню школу, пізніше ЗОШ І-ІІІ ст.).

## Пам'ятники
У 1990 році в ознаменування 45-річчя Перемоги у Шарівці споруджено обеліск на пам'ять полеглих у боях земляків роботи луганського скульптора Миколи Петлі.
В ніч з 7 на 8 червня 2015 року у Шарівці повалили пам'ятник В. І. Леніну.

## Церква
На кошти мирян приблизно в 1870 році була збудована церква. Матеріальну допомогу надав статський радник Григорій Якович Биковський. Михайло Логвинов був першим священнослужителем. При церкві існувала церковно-приходська школа. 1919 року церкву було закрито, а через рік зруйновано. Все церковне начиння відійшло до держави, священика відправлено на висілки.

## Видатні особистості
- Бережний Володимир Сергійович — механізатор, нагороджений орденом Леніна.
- Заволодько Людмила Миколаївна — доярка, нагороджена орденом Трудового Червоного Прапора.
- Заволодько Петро Олексійович — бригадир, за сумлінну працю був удостоєний ордена Леніна.
- Зінченко Микола Митрофанович — нагороджений орденом Трудового Червоного Прапора.
- Ковальова Ольга Олександрівна — доярка, нагороджена орденом Трудового Червоного Прапора.
- Левченко Федір Федотович — ветеран, директор колгоспу, секретар сільської ради, нагороджений орденом Червоної Зірки.
- Можний Іван Захарович — механізатор, нагороджений орденом Трудового Червоного Прапора.
- Пономаренко Микола Васильович — головний агроном колгоспу, нагороджений орденом Трудового Червоного Прапора.
- Попугаєв Віктор Тимофійович — директор колгоспу, нагороджений орденом Трудового Червоного Прапора.
- Цикоза Федір Митрофанович — ветеран, нагороджений двома орденами Слави II і III ступенів, орденом Червоної Зірки.
- Шара Параска Михайлівна — свинарка, нагороджена орденом Трудового Червоного Прапора.
- Шарий Микола Олексійович — механізатор, нагороджений орденом Трудового Червоного Прапора.